# Grañón
Grañón es un municipio de la comunidad autónoma de La Rioja (España). Es el último pueblo del Camino de Santiago en La Rioja. Pertenece a la comarca de Santo Domingo de la Calzada y al término jurisdiccional de Haro. Sus habitantes, grañoneros y grañoneras, viven de la agricultura y la ganadería principalmente, por lo que la mayoría de los jóvenes terminan abandonando el pueblo para buscar otros medios de subsistencia en la capital, Logroño.

## Geografía
El municipio se ubica en el extremo más occidental de La Rioja, en la denominada Rioja Alta, limitando con la provincia de Burgos. 
Su paisaje oscila entre zona montañosa y boscosa y pendientes suaves. 
La red hidrográfica es tan escasa que en los veranos muy calurosos se llega a restringir el uso de agua. 
La vasta superficie del término municipal es utilizada en su mayoría como campo agrícola. Solo un 10% corresponde a terreno arbolado. 
La tierra es de secano, por tanto los cultivos están dedicados casi completamente al cereal, aunque también hay grandes terrenos de patata y -en menor medida- de otros cultivos de regadío como guisantes y alubias.

### Flora
Las áreas boscosas se distribuyen en dos espacios denominados “Monte Carrasquedo” y “Monte Alto”. 
El “Monte Carrasquedo” está al sur de la localidad. Cuenta con pocas pendientes y se trata de un pequeño espacio natural, donde predominan el roble y el rebollo, aunque también hay otro tipo de árboles como la carrasca (árbol que da nombre al Monte y a la ermita), el arce, el avellano y cerezos silvestres. En esta superficie, además, se distinguen dos tipos de pinos: Pinus sylvestris y Pinus radiata.
Los árboles están rodeados por amplias especies de matorral (majuelos, brezo, biércol, endrinos, enebros, rosales silvestres, zarzamoras, jara negra y aulaga). Otros vegetales que se pueden encontrar en esta zona son: orégano, saquillo, cardo, gordolobo, estramonio, cenizos y mejorana silvestre.
El “Monte Alto” ocupa una extensión menor. Está poblado casi en su totalidad por hayas y rebollos. Cuenta además con una pequeña repoblación de Pinus sylvestris. Junto a los hayedos crecen plantas como anémonas, violetas, acebo, majuelo y brezos. También hay sauces, maguillos, avellanos, arces y cerezos silvestres. En la zona del rebollar crecen enebros, brezo, majuelo, la escoba blanca y negra, el biércol y helechos.

### Fauna
Entre las aves, son comunes el carbonero garrapinos y el herrerillo capuchino, aunque también el pinzón vulgar, el verderillo y los pájaros carpinteros. El arrendajo común vive entre las coníferas, y en los claros de bosque acampan el petirrojo y el ruiseñor común.
En este variopinto paisaje predominan rapaces como el azor y el gavilán. El milano negro es frecuente en los espacios abiertos.
Entre los mamíferos, abundan las ardillas dada a la inmensa superficie de árbol, pero también los ratones de campo, los jabalíes, el zorro y el tejón. Entre los reptiles, hay lagartos verdes y lagartijas roqueras. Ocasionalmente pueden verse víboras, dependiendo de la estación del año.

## Historia
Cuentan los documentos recuperados de la época que el origen de Grañón se remonta al siglo IX, en que se data la construcción de un castillo por orden del rey de León, Alfonso III, sobre la cima de un cerro situado junto a la villa, conocido como Mirabel o Mirabelia.
Según las Crónicas Najerenses, en Grañón había un castillo hacia el año 885. Otros estudios indican el año 889 como la fecha de construcción del castillo. Esta fortaleza, junto con otras cercanas, servía para defenderse de las incursiones musulmanas en territorios cristianos. 
Al amparo del castillo de Grañón, surgieron pequeños barrios y aldeas hasta que, poco a poco, se fue estableciendo una población. Se conoce la existencia de numerosos hospitales. Uno de ellos era el de Carrasquedo (ermita actual que lleva el mismo nombre).
Granionne estuvo implicado en las luchas territoriales entre el rey Sancho VI de Navarra y Alfonso VIII de Castilla, en la segunda mitad del siglo XI. En el 1176, navarros y castellanos se reunieron bajo el arbitraje del monarca inglés Enrique II para poner fin a la guerra. El rey navarro reclamaba para sí el castillo de Mirabel que le correspondía por derecho hereditario. Pero el castillo de Grañón siguió siendo castellano.
En 1187, Alfonso VIII concedió un fuero a la villa, con el que se determinó la planificación urbanística del nuevo asentamiento.
Los habitantes de los barrios se congregaron en torno al monasterio de San Juan, situado en el mismo lugar donde se ubica en la actualidad la iglesia parroquial de San Juan Bautista. Con el nuevo trazado medieval se revitalizó el Camino de Santiago, gracias a que Domingo de la Calzada lo sacó de la vieja calzada romana y lo dirigió hacia Burgos, pasando por Grañón y por Redecilla del Camino. 
Grañón estuvo rodeado de murallas, de las que no se conserva ningún vestigio. A medida que fue consolidándose el nuevo centro urbano, el castillo perdió importancia y la villa fue evolucionando y su población aumentando.
Las fértiles tierras de Grañón han dado lugar a muchas disputas. La más famosa es la Leyenda de los Valientes, por la que se enfrentaron las localidades de Grañón y Santo Domingo de la Calzada sobre la posesión de las tierras de La Dehesa (1000 ha), situadas entre ambos pueblos.

### Leyenda de los Valientes
Se cuenta que, hace muchos siglos, hubo un litigio por una extensa dehesa que se ubicaba entre las villas de Grañón y Santo Domingo. Los habitantes de Grañón observaban con desagrado que el encinar que consideraban de su propiedad era utilizado por los vecinos de Santo Domingo. Los calceatenses argumentaban que esas tierras les correspondían por derecho propio. No se ponían de acuerdo. 
Día tras día, vecinos de ambos pueblos tenían altercados y discusiones constantes. Llegaría un momento en que estallara un enfrentamiento armado entre los habitantes de las dos localidades, así que los mandatarios de ambos pueblos se reunieron y decidieron que se elegiría un vecino de cada municipio para que lucharan cuerpo a cuerpo, desarmados, en defensa de aquellas tierras. El que ganara se llevaría para su pueblo el encinar.
Mientras que el elegido calceatense, un luchador especializado, era alimentado a base de comidas selectas, Martín García, el elegido en Grañón, seguía realizando sus tareas agrícolas y se alimentaba con caparrones (alubias rojas).
Llegó el gran día. El combatiente de Santo Domingo había sido embadurnado con aceite, para que el grañonero no pudiera agarrarle. Ante esa dificultad, Martín García introdujo un dedo en el orificio del ano de su contrincante, de esa guisa lo levantó y lo lanzó lejos. Así ganó Martín García las tierras de La Dehesa para Grañón.
En agosto se celebra una romería hasta la Cruz de los Valientes, ubicada entre las dos localidades, en el mismo lugar donde supuestamente aconteció la pelea, y allí se conmemora el litigio junto a vecinos de Santo Domingo. Se dejan flores en nombre de Martín García y se comen caparrones.
En 1995, el cantante grañonero Juancho Ruiz el Charro compuso el tema La cruz de los valientes rememorando la leyenda de Martín García. Fue estrenada en la cruz en agosto de 2001.

## Arte
Hay que trazar una división entre arquitectura religiosa y arquitectura civil. 

### Urbanismo y arquitectura civil
El trazado medieval del plano de Grañón está articulado en torno al monasterio de San Juan, alrededor del cual la villa creció, formándose con cuatro calles principales en sentido longitudinal: La Parrilla, Santiago, Mayor y El Caño, cortadas en sentido transversal.
La arquitectura civil típica se encuentra en las calles más antiguas: calle Santiago y calle Mayor.
La mayor parte de las casas son de dos plantas, en las que se utiliza mampostería y sillería en la parte inferior, y madera y ladrillo en la superior. Muchas fachadas albergan antiguos escudos, pertenecientes a las familias a las que pertenecían. Las casas más antiguas datan de los siglos XVI y XVII, pero no se conservan originales puesto que han sido restauradas. En la calle El Caño existe una casa del siglo XVIII, que cuenta con dos plantas de sillería y sillarejo, vanos adintelados y un balcón con herrajes.
La plaza más antigua de Grañón es la plaza de la Iglesia, realizada en el siglo XVII. En ella se ubicaba el primitivo monasterio de San Juan. A comienzos del siglo XX se abrieron dos nuevas plazas, la del Hórreo y la de Ávila.
Otras construcciones que podrían considerarse civiles son los lavaderos y fuentes, que todavía hoy siguen utilizándose en la vida cotidiana del pueblo.
En Grañón se conservan dos lavaderos, construcciones sencillas que eran utilizadas por las mujeres para hacer la colada, hasta bien entrado el siglo XX. Según un estudio inédito, realizado por María Amor García Antolín, el lavadero más antiguo data del siglo XVIII y está situado al final de la calle Las Cercas, a las afueras de la población. Se trata de un depósito de lavado en forma rectangular, edificado en el suelo y protegido por una construcción remodelada recientemente, abierta por dos de sus lados y cubierta por un tejado cuya techumbre interior es de madera. El otro lavadero se encuentra en medio de la calle Las Cercas, junto al frontón. Se trata de un conjunto formado por una fuente de cuatro caños, realizada entre 1862 y 1864, un abrevadero circular que data de 1885 y, adosado a éste, un lavadero con un gran pilón rectangular de hormigón que recibe agua de la fuente.
La fuente de la plaza de Ávila es la segunda más antigua de la localidad. Fue construida en 1926 y está situada en el centro de la plaza. Consta de un cuerpo principal de un solo caño, hoy sin agua, situado sobre un depósito en forma de concha. Tiene adosado un pilón que servía como abrevadero para los animales, aunque en la actualidad ha perdido el uso para el que estaba destinado y viene a formar parte de la ornamentación del jardín en el que se encuentra.
A finales del siglo XX se construyó, en la plaza del Hórreo, adosada en un rincón del Ayuntamiento, una nueva fuente de piedra como homenaje al peregrino.

### Arquitectura Religiosa
Grañón cuenta con un importante patrimonio histórico-artístico ligado al desarrollo que alcanzó la localidad durante las Edades Media y Moderna, y a su estrecha relación con el Camino de Santiago. Se tienen documentados distintos cenobios y monasterios que con el paso del tiempo desaparecieron convergiendo en el monasterio de San Juan en torno al cual se fundó la villa actual, así como un número elevado de ermitas que en la actualidad han desaparecido. Hoy en día, el interés patrimonial se concentra en la parroquia de San Juan Bautista (donde encontramos un pequeño pero interesante Museo-Sacristía), la ermita de Nª S.ª de Carrasquedo y la conocida como ermita de los Judíos.

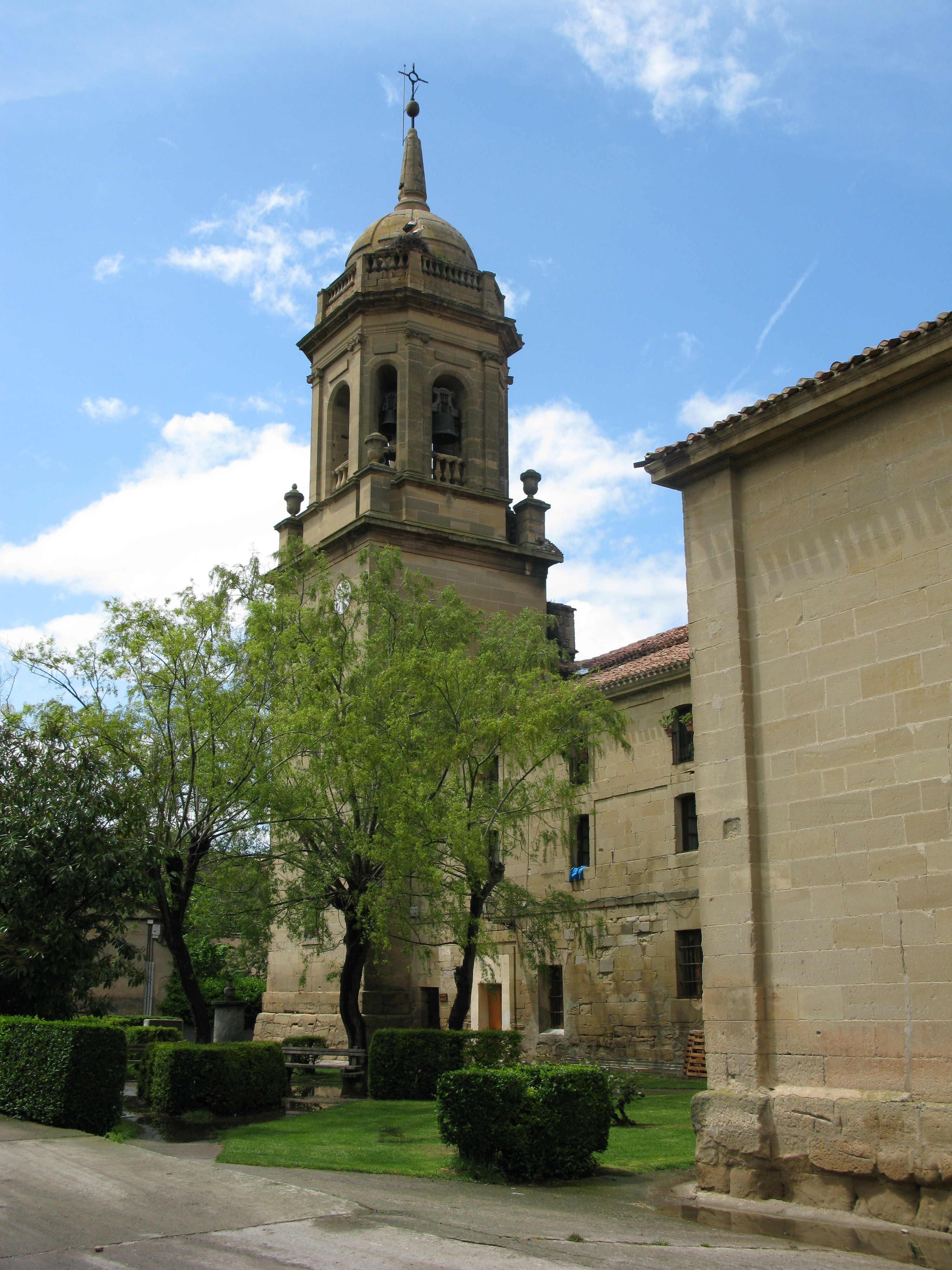
Iglesia parroquial de San Juan Bautista.

#### Iglesia parroquial de San Juan Bautista

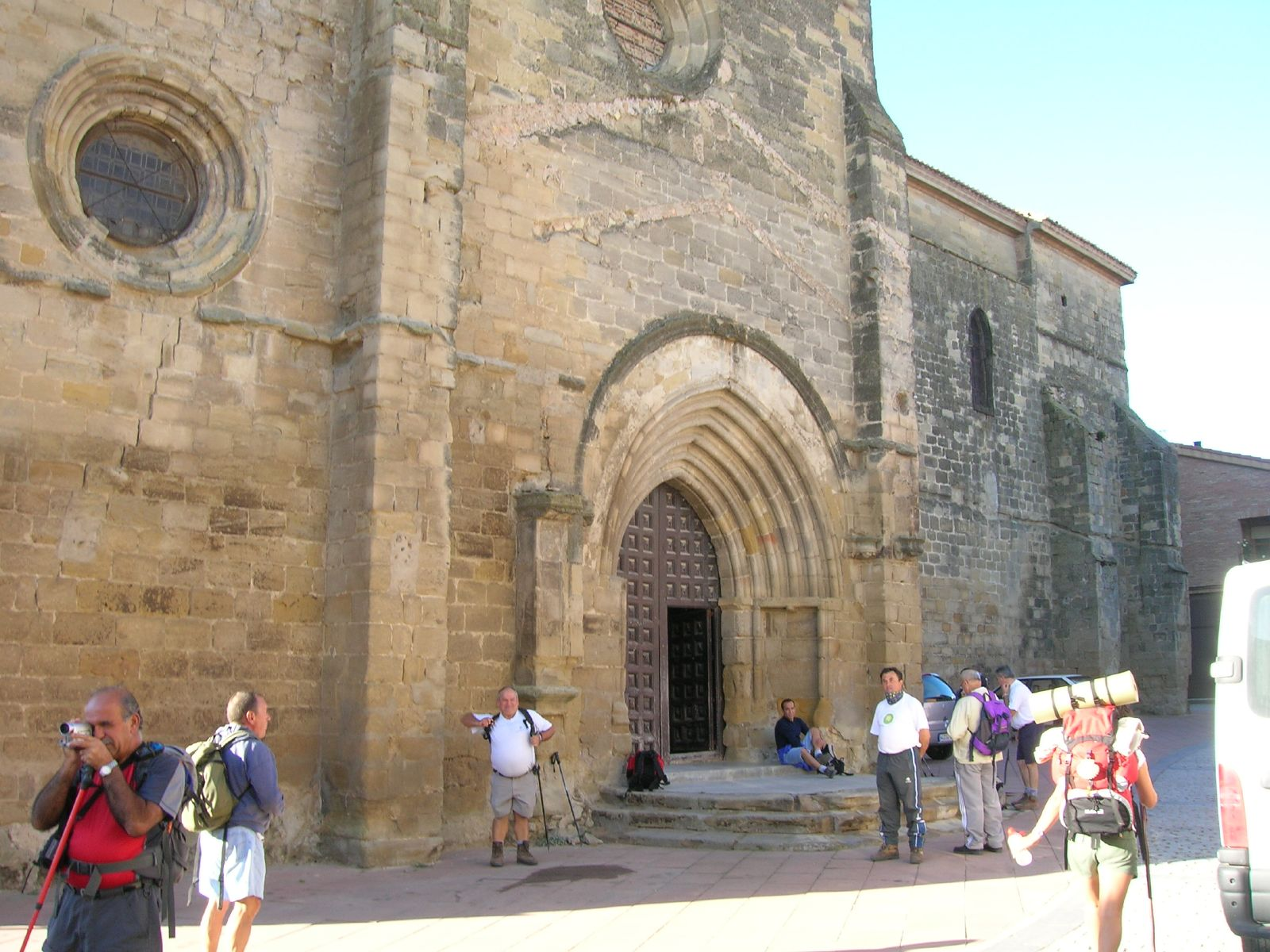
Iglesia de San Juan Bautista

El templo está situado en el centro de la población, concretamente en la plaza del Hórreo.
Consta de una nave de tres tramos, presbiterio y cabecera ochavada de tres paños. Al final de la cabecera se encuentra la sacristía, que se prolonga hacia el sur. La torre está formada por dos cuerpos de sillería. 
Respecto a las portadas, existen tres: una de medio punto a los pies de la cabecera, otra formada por seis arquivoltas apuntadas y una tercera, cegada.
La construcción data de los siglos XV y XVI, aunque la sacristía nueva y la torre son posteriores. En los trabajos de construcción intervinieron numerosos canteros, aunque solo se conocen los nombres de tres de ellos: el Maestre Fernando, director de las obras en 1537; Juan de Huequel y Juan de Elgorriaga, que trabajaron en la iglesia hacia el año 1573.
Del interior, cabe destacar la pila bautismal del siglo XII, único vestigio del primitivo monasterio y el retablo mayor, dedicado a los Santos Juanes. Se trata de una obra de gran riqueza ornamental, realizada entre 1545 y 1556, y formada por motivos platerescos y excelentes relieves en los que se tallaron figuras llenas de movimiento. Entre los artistas que intervinieron en la construcción del magnífico retablo figuran Natura Borgoñón como artífice de la arquitectura del banco, Bernal Forment y Juan de Beaugrant como escultores, y Francisco de Lubiano en la policromía.
En la actualidad se puede contemplar la obra en todo su esplendor, gracias a la restauración que se llevó a cabo en el 1993. 
También es destacada la sillería de dieciocho asientos situada en el coro alto, obra clasicista del siglo XVII.
Tiene incoado expediente como Bien de Interés Cultural en la categoría de Monumento desde el 1 de abril de 1982. Por otro lado, la iglesia de Grañón, y con ella el pueblo, se ha convertido en un lugar señalado dentro del Camino de Santiago, tanto por su valor histórico-artístico, como por el hecho de compartir espacio con el reconocido albergue parroquial (Hospital de Peregrinos de San Juan Bautista) que cobija adosado en su lado sur. Su renombre en la ruta jacobea ha hecho posible su elección como uno de los 20 hitos del Camino de Santiago francés, dentro de un programa desarrollado para conmemorar el 20 aniversario de la declaración del Camino como Patrimonio de la Humanidad (1993-2013); iniciativa desarrollada a lo largo del año 2014.

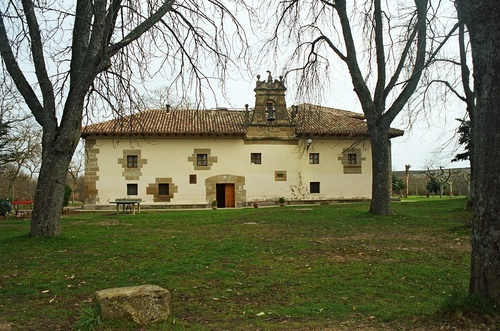
Ermita de Carrasquedo.

#### Ermita de Carrasquedo
Situada a 1,5 km al sur de Grañón, se encuentra rodeada de un bosque en el que, según fuentes documentales, estaba situado el antiguo Hospital de Santa Cruz de Carrasquedo. El edificio actual es una obra barroca de finales del siglo XVII, donde se utilizó principalmente sillería y mampostería. Consta de una sola nave de cuatro tramos, crucero, cabecera rectangular y una sacristía. En el interior, el crucero está cubierto con una cúpula de media naranja con linterna, mientras que el resto de la nave se cerró con bóveda de cañón con lunetos, apoyados en pilastras corintias y arcos de medio punto. El retablo mayor es barroco, fue realizado por Diego de Ichazo y restaurado en 1989. En el exterior, hay una entrada con un arco de medio punto sustentado sobre pilastras y con entablamento y espadaña en un hueco. En el centro se alza la imagen de la patrona de Grañón, la Virgen de Carrasquedo.

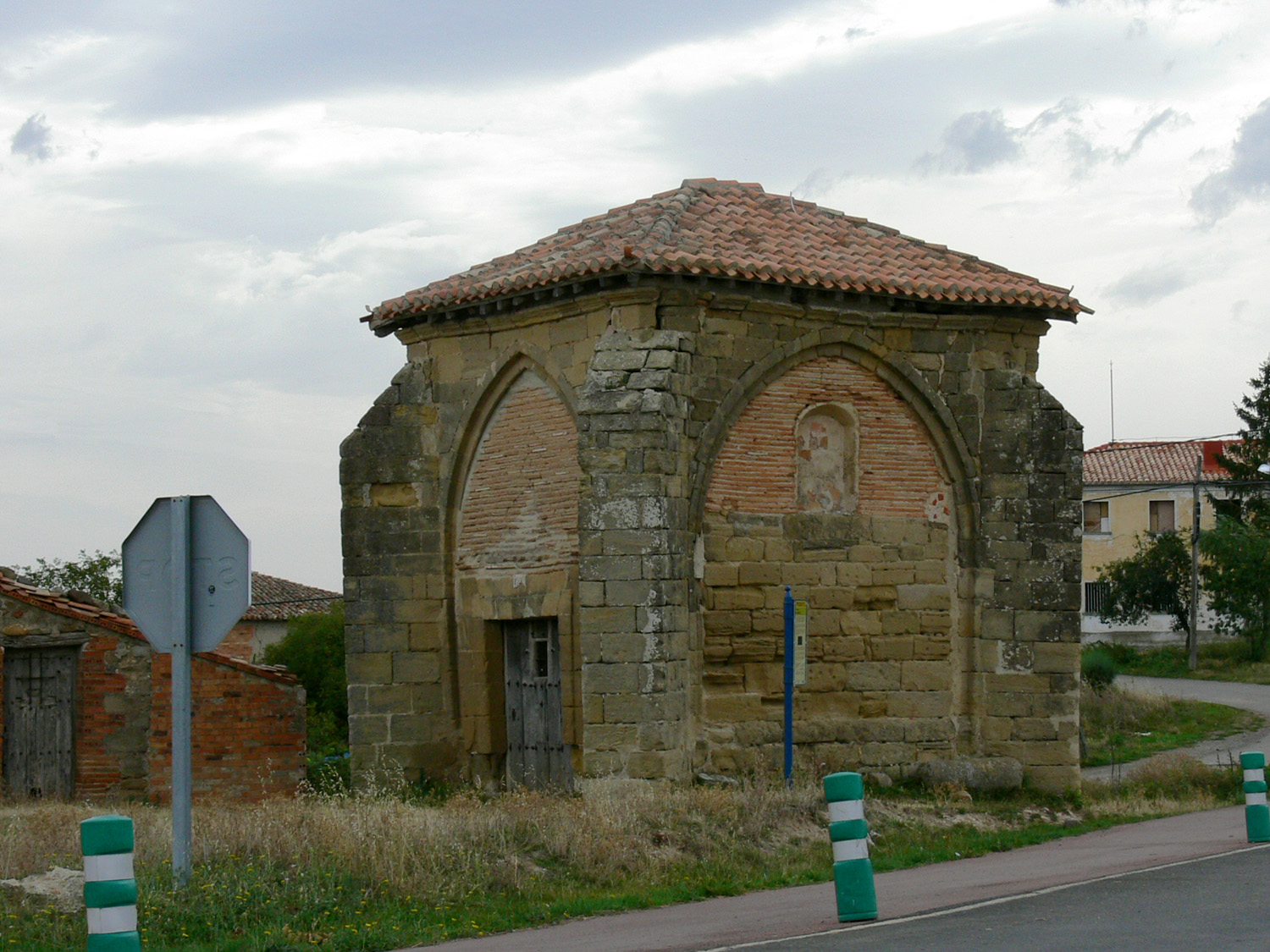
Ermita de los Judíos.

#### Ermita de los Judíos
Se trata de un crucero plateresco cubierto que antiguamente servía para guiar a los caminantes. Por eso está ubicado a la salida del municipio, en el cruce de las carreteras de Villarta-Quintana, de Morales y Corporales. En su interior alberga una cruz que se asienta sobre una columna toscana en la que se puede leer la siguiente inscripción: “Hizole Bicente clérigo beneficiado en San Juan de Grañon”.
Hasta fechas recientes, presidía el altar de la ermita un retablo manierista del año 1540, donde aparece representado Jesús burlado y vejado por los judíos durante la coronación de espinas en presencia de Caifás, Anás y otros miembros del sanedrín (de esta representación se deriva el nombre de la ermita). Este retablo, perteneciente a la escuela de Damián Forment, fue restaurado entre los años 2009-2010, y ahora se puede contemplar en la capilla aledaña a la iglesia parroquial.
La ermita de los Judíos se mantiene cerrada al público durante todo el año, con la excepción del Viernes Santo, día en el que el tradicional Viacrucis toma la ermita como su primera estación y continúa hasta la ermita de Nuestra Señora de Carrasquedo, para retornar seguidamente al pueblo en procesión con los pasos del Cristo yacente y la Virgen Dolorosa.

## Personas destacadas
- Conde García Ordóñez (c. 1060-1108): Tenente de Grañón y conde de Nájera, entre otros títulos, conocido como "García de Grañón" o "el Crespo de Grañón" (así se le menciona en la Crónica Najerense y en la tercera parte del Cantar de Mío Cid, como enemigo de Rodrigo Díaz de Vivar, el Cid Campeador). Fue uno de los grandes nobles castellanos durante el reinado de Alfonso VI, de hecho, llegó a ser ayo del infante heredero Sancho Alfónsez y armiger regis, además, tuvo un papel destacado en la repoblación de La Rioja (Fuero de Logroño). Falleció en la batalla de Uclés defendiendo al infante Sancho Alfónsez.
- Don Sancho de Grañón (ss. XI-XII): Monje benedictino que fue amigo personal de Santo Domingo de Silos y obispo de Calahorra (1109-1117). Su pontificado está marcado por la dedicación de la iglesia de Cañas a Santa María, cumpliendo con los deseos de Santo Domingo,[7] y por el reforzamiento del poder episcopal frente al parroquial. En 1109 consiguió una bula del Papa Pascual II por la cual el obispado de Calahorra se configuraba sobre la base de las provincias de Álava, Vizcaya, Nájera y los Cameros. Esta actuación puso fin al desconcierto creado a partir de la invasión musulmana y sancionó definitivamente los títulos de obispo y pastor del prelado calagurritano.[8] Actualmente da nombre a la calle que une la plaza del Hórreo con la plaza de Ávila.
- Martín García (mediados del s. XIV): Vecino de Grañón que según cuenta la "Leyenda de los Valientes" venció a su contrincante calceatense en un combate a muerte por la dehesa que ambas localidades se disputaban, aunque fallecería días después, presumiblemente a consecuencia de las secuelas de la lucha. Convertido en héroe local se le homenajea en agosto con una caparronada junto a la Cruz de los Valientes, en el lugar donde tuvo lugar el litigio. Antiguamente se rezaba un padrenuestro y un avemaría para el descanso de su alma en la eucaristía de los domingos en la parroquia de Grañón. Por otra parte, la calle que conecta la entrada norte del pueblo (por la Barbacana) con la plaza de Ávila (al sur) lleva su nombre.
- Don Agustín Morquecho Alonso del Valle (31 de agosto de 1788 - c. 1850): Miembro de una de las familias más importantes de Grañón, se convirtió en cura beneficiado de la parroquia de San Juan Bautista. Hombre culto, formado y comprometido con su tierra, a principios del siglo XIX fue vicepresidente de la Real Sociedad Económica de Amigos del País de La Rioja Castellana, en la que tuvo un papel relevante liderando muchas de las iniciativas de esta sociedad (construcción de caminos, búsqueda de financiación, comercio del vino, etc.). En 1810 fue uno de los riojanos propuestos por el obispo Francisco Mateo Aguiriano y Gómez para representar al obispado de Calahorra en las Cortes de Cádiz (1810-1814) como diputado, aunque finalmente al cambiar el sistema de elección por provincias no llegó a participar en esas importantes Cortes. Clérigo de tendencia liberal y reformista, en 1820, en el contexto del Trienio Liberal (1820-1823), fue elegido miembro de la diputación provincial de Burgos (a la que pertenecía el territorio riojalteño, mientras La Rioja Baja se encontraba dentro de la provincia de Soria). Trabajó activamente para conseguir una realidad administrativa propia para La Rioja y en 1822 llegaría el momento culmen de su carrera al ser uno de los integrantes de la diputación que nació al constituirse la provincia de Logroño. Nada se sabe de su trayectoria posterior a la restauración del absolutismo por parte de Fernando VII en 1823.[9]
- Juancho Ruiz, el Charro: (8 de septiembre de 1958) es un cantante, autor, promotor, arreglista y productor musical español, que abarca géneros como el mariachi, country, pop latino, boleros, jazz, merengue y balada romántica nacido en Grañón.

## Geografía humana

### Demografía
Cuenta con una población de 221 habitantes (INE 2024).
| Gráfica de evolución demográfica de Grañón entre 1842 y 2021                                                          |
| |
| Población de derecho según los censos de población del INE. Población de hecho según los censos de población del INE. |

La población de Grañón está en evidente descenso debido a las escasas perspectivas económicas que plantea una agricultura convencional, extensiva y en declive. 
Los habitantes que han podido estudiar y formarse han tenido que emigrar para desarrollarse profesionalmente siendo los recursos humanos restantes personas jubiladas y jóvenes con muy escasa cualificación según nivel de estudios.
En otro orden de cosas, hay muestras de posible diversificación económica en la creación de negocios de turismo rural donde jóvenes preparados y con estudios apuestan por un desarrollo económico complementario y sostenible.

## Administración y política
| Periodo   | Nombre                       | Partido                                  |
| --------- | ---------------------------- | ---------------------------------------- |
| 1979-1983 | Roberto Oruezabal Murillo    | UCD                                      |
| 1983-1987 | Roberto Oruezabal Murillo    | PRP                                      |
| 1987-1991 | Roberto Oruezabal Murillo    | AP                                       |
| 1991-1995 | Eduardo Alonso Alonso        | PRP                                      |
| 1995-1999 | Eduardo Alonso Alonso        | PRP                                      |
| 1999-2003 | Víctor del Valle Villar      | PP                                       |
| 2003-2007 | José Ignacio Castro Miguel   | PP                                       |
| 2007-2011 | José Ignacio Castro Miguel   | PP                                       |
| 2011-2015 | José Ignacio Castro Miguel   | PP                                       |
| 2015-2019 | José Ignacio Castro Miguel   | PP                                       |
| 2019-2023 | José Ignacio Castro Miguel   | PP                                       |
| 2023-act. | César Sáez de Quejana Villar | Juntos por Grañón (Agrupación Electoral) |

## Economía

### Evolución de la deuda viva
El concepto de deuda viva contempla sólo las deudas con cajas y bancos relativas a créditos financieros, valores de renta fija y préstamos o créditos transferidos a terceros, excluyéndose, por tanto, la deuda comercial.
| Gráfica de evolución de la deuda viva del ayuntamiento entre 2008 y 2014                             |
| |
| Deuda viva del ayuntamiento en miles de Euros según datos del Ministerio de Hacienda y Ad. Públicas. |

La deuda viva municipal por habitante en 2014 ascendía a 0 €.

## Fiestas y Tradiciones
En Grañón se celebran numerosas fiestas a lo largo de todo el año. Las más importantes son:
- 25 de marzo: Fiesta de la Virgen de Carrasquedo. La misa es en la ermita y luego hay verbena para amenizar la celebración.
- 1º de mayo: Se traslada a la Virgen de Carrasquedo en procesión desde la ermita hasta la iglesia de San Juan Bautista, donde pasará todo el verano. La romería hasta el pueblo es numerosa y los danzadores bailan durante todo el trayecto al ritmo de la gaita y el tamboril. Antes de entrar en el pueblo, una pequeña procesión sale con San Juan Bautista al encuentro de la patrona para darle la bienvenida. Cuando se juntan los dos santos, se suelen recitar cuartetas. El domingo siguiente se vuelve a sacar a la Virgen para dar una vuelta al pueblo y para que bendiga los campos.
- 24 y 25 de junio: San Juan y San Juanito. El día se San Juan hay hogueras y verbena. Al alba se adornan carros en el monte y luego se recorren todas las calles despertando al pueblo que suele regalar pastas y bebidas (últimamente también pidiendo agua) de casa en casa.
- Tercera semana de agosto: Fiestas de Gracias. Se celebran en agradecimiento por la cosecha y se lleva a la Virgen de vuelta a la ermita, donde pasará todo el invierno. El último día de fiesta se cocinan patatas a la riojana en los alrededores de la ermita.

Otros acontecimientos, que empezaron a celebrarse con posterioridad son:
- Caparrones en la Cruz de los Valientes, a mediados de agosto. Se conmemora el triunfo de Martín García sobre el de Santo Domingo. Vecinos de ambas localidades se reúnen a medio camino, donde se alza la Cruz, para realizar una ofrenda floral y degustar los famosos caparrones.
- Cada miércoles tiene lugar en Grañón un mercadillo en el que se pueden encontrar productos variados.

## Asociaciones culturales
Hay tres asociaciones de gran trascendencia para la vida de los habitantes del pueblo: la "Asociación de Amigos de la Ermita de Carrasquedo", la "Asociación de la Tercera Edad Martín García" y la "Asociación de Mujeres de Grañón".
La "Asociación de Amigos de la Ermita de Carrasquedo" realiza actividades variadas, sobre todo en el mes de agosto, con la Semana Cultural. Creada en 1989, publica una revista titulada Mirabel (anteriormente denominada La Voz Cultural), que ve la luz tres veces al año y que recoge interesantes artículos sobre la vida de Grañón.
Entre los jóvenes, cabe destacar la "Peña Cuatro Cantones", que realiza diversas actividades durante el mes de agosto, como juegos para los niños y el reparto del choricillo.